# Danh sách cầu thủ tham dự giải vô địch bóng đá U-21 châu Âu 1998
Đây là danh sách đội hình các đội bóng thi đấu tại Giải vô địch bóng đá U-21 châu Âu 1998 ở România. Giải đấu khởi tranh ngày 23 tháng 5 và trận chung kết diễn ra ở Bucharest ngày 31 tháng 5 năm 1998.
Các cầu thủ sinh trong hoặc sau ngày 1 tháng 1 năm 1975 được phép thi đấu. Mỗi đội bóng phải đăng ký đội hình 20 cầu thủ, trong đó có 2 cầu thủ phải là thủ môn. Nếu một cầu thủ chấn thương hoặc đau ốm, trước trận đấu đầu tiên của đội bóng, anh có thể được thay bằng cầu thủ khác.
Các cầu thủ in đậm từng thi đấu cho đội tuyển quốc gia.

## Đức
Huấn luyện viên: Hannes Löhr 
| Số | Vt | Cầu thủ             | Ngày sinh (tuổi)            | Số trận | Câu lạc bộ           |
| -- | -- | ------------------- | --------------------------- | ------- | -------------------- |
| 1  | TM | Simon Jentzsch      | 4 tháng 5, 1976 (22 tuổi)   |         | Karlsruher SC        |
| 2  | HV | Frank Baumann       | 29 tháng 10, 1975 (22 tuổi) |         | 1. FC Nürnberg       |
| 3  | HV | Lars Müller         | 22 tháng 3, 1976 (22 tuổi)  |         | KFC Uerdingen 05     |
| 4  | TV | Michael Ballack     | 26 tháng 9, 1976 (21 tuổi)  |         | 1. FC Kaiserslautern |
| 5  | HV | Markus Reiter       | 10 tháng 8, 1976 (21 tuổi)  |         | MSV Duisburg         |
| 6  | HV | Christoph Metzelder | 5 tháng 11, 1980 (17 tuổi)  |         | Preußen Münster      |
| 7  | HV | Mustafa Doğan       | 1 tháng 1, 1976 (22 tuổi)   |         | Fenerbahçe           |
| 8  | TĐ | Miroslav Klose      | 9 tháng 6, 1978 (19 tuổi)   |         | 08 Homburg           |
| 9  | TV | Christian Fährmann  | 5 tháng 10, 1975 (22 tuổi)  |         | Hertha BSC           |
| 10 | TV | Danny Schwarz       | 11 tháng 5, 1975 (23 tuổi)  |         | VfB Stuttgart        |
| 11 | TĐ | Markus Schroth      | 25 tháng 1, 1975 (23 tuổi)  |         | Karlsruher SC        |
| 12 | TM | Timo Hildebrand     | 5 tháng 4, 1979 (19 tuổi)   |         | VfB Stuttgart        |
| 13 | TV | Kai Michalke        | 5 tháng 4, 1976 (22 tuổi)   |         | VfL Bochum           |
| 14 | HV | Thomas Cichon       | 9 tháng 7, 1976 (21 tuổi)   |         | 1. FC Köln           |
| 15 | TĐ | Thomas Brdarić      | 23 tháng 1, 1975 (23 tuổi)  |         | Fortuna Köln         |
| 16 | HV | Uwe Ehlers          | 8 tháng 3, 1975 (23 tuổi)   |         | Hansa Rostock        |
| 17 | TV | Lars Ricken (c)     | 10 tháng 7, 1976 (21 tuổi)  |         | BoNga Dortmund       |
| 18 | TV | Andreas Neuendorf   | 9 tháng 2, 1975 (23 tuổi)   |         | Hertha BSC           |

## Hy Lạp
Huấn luyện viên: Ioannis Kollias 
| Số | Vt | Cầu thủ                   | Ngày sinh (tuổi)            | Số trận | Câu lạc bộ       |
| -- | -- | ------------------------- | --------------------------- | ------- | ---------------- |
| 2  | HV | Georgios Alexopoulos      | 7 tháng 2, 1977 (21 tuổi)   |         | Panathinaikos    |
| 3  | TV | Vassilis Lakis            | 10 tháng 9, 1976 (21 tuổi)  |         | Paniliakos       |
| 4  | TV | Giorgos Karagounis (c)    | 6 tháng 3, 1977 (21 tuổi)   |         | Apollon Smyrni   |
| 5  | HV | Traianos Dellas           | 31 tháng 1, 1976 (22 tuổi)  |         | Sheffield United |
| 6  | TV | Angelos Basinas           | 3 tháng 1, 1976 (22 tuổi)   |         | Panathinaikos    |
| 7  | HV | Paraskevas Antzas         | 18 tháng 8, 1977 (20 tuổi)  |         | Skoda Xanthi     |
| 8  | TĐ | Nikos Liberopoulos        | 4 tháng 8, 1975 (22 tuổi)   |         | Panathinaikos    |
| 9  | TĐ | Sotiris Konstantinidis    | 19 tháng 4, 1977 (21 tuổi)  |         | Iraklis          |
| 10 | TV | Giorgos Koltzos           | 13 tháng 9, 1976 (21 tuổi)  |         | Athinaikos       |
| 11 | HV | Georgios Koulakiotis      | 5 tháng 5, 1977 (21 tuổi)   |         | PAOK             |
| 12 | TM | Dimitrios Eleftheropoulos | 7 tháng 8, 1976 (21 tuổi)   |         | Olympiacos       |
| 13 | TM | Sotiris Liberopoulos      | 29 tháng 6, 1977 (20 tuổi)  |         | Ethnikos         |
| 14 | HV | Dimitris Mavrogenidis     | 23 tháng 12, 1976 (21 tuổi) |         | Olympiacos       |
| 15 | TĐ | Stavros Labriakos         | 30 tháng 11, 1975 (22 tuổi) |         | Apollon Smyrni   |
| 16 | TV | Ieroklis Stoltidis        | 2 tháng 2, 1975 (23 tuổi)   |         | Iraklis          |
| 17 | HV | Giannis Goumas            | 24 tháng 5, 1975 (22 tuổi)  |         | Panathinaikos    |
| 18 | TV | Stelios Sfakianakis       | 19 tháng 3, 1976 (22 tuổi)  |         | Olympiacos       |
| 19 | HV | Athanasios Kostoulas      | 24 tháng 3, 1976 (22 tuổi)  |         | Kalamata         |
| 20 | TV | Pantelis Konstantinidis   | 16 tháng 8, 1975 (22 tuổi)  |         | Apollon Smyrni   |
|    | TĐ | Manolis Dermitzakis       | 24 tháng 11, 1976 (21 tuổi) |         | OFI Crete        |

## Hà Lan
Huấn luyện viên: Hans Dorjee 
| Số | Vt | Cầu thủ               | Ngày sinh (tuổi)            | Số trận | Câu lạc bộ      |
| -- | -- | --------------------- | --------------------------- | ------- | --------------- |
| 1  | TM | Stefan Postma         | 6 tháng 10, 1976 (21 tuổi)  |         | Utrecht         |
| 2  | HV | Jürgen Dirkx          | 15 tháng 8, 1975 (22 tuổi)  |         | Fortuna Sittard |
| 3  | HV | Tieme Klompe          | 8 tháng 4, 1976 (22 tuổi)   |         | Heerenveen      |
| 4  | HV | Mario Melchiot        | 4 tháng 11, 1976 (21 tuổi)  |         | Ajax            |
| 5  | HV | Patrick Paauwe        | 27 tháng 12, 1975 (22 tuổi) |         | Fortuna Sittard |
| 6  | TV | George Boateng        | 5 tháng 9, 1975 (22 tuổi)   |         | Feyenoord       |
| 7  | TV | John de Jong          | 8 tháng 3, 1977 (21 tuổi)   |         | Utrecht         |
| 8  | TV | Robert Fuchs          | 15 tháng 2, 1975 (23 tuổi)  |         | De Graafschap   |
| 9  | TV | Kiki Musampa          | 20 tháng 7, 1977 (20 tuổi)  |         | Bordeaux        |
| 10 | TV | Niels Oude Kamphuis   | 14 tháng 11, 1977 (20 tuổi) |         | Twente          |
| 11 | TĐ | Arnold Bruggink       | 24 tháng 7, 1977 (20 tuổi)  |         | PSV             |
| 12 | HV | Fernando Ricksen      | 27 tháng 7, 1976 (21 tuổi)  |         | Fortuna Sittard |
| 13 | HV | Jochem van der Hoeven | 5 tháng 10, 1975 (22 tuổi)  |         | Vitesse         |
| 14 | TV | Martijn Reuser        | 1 tháng 2, 1975 (23 tuổi)   |         | Vitesse         |
| 15 | TĐ | Roy Makaay (c)        | 9 tháng 3, 1975 (23 tuổi)   |         | Tenerife        |
| 16 | TM | Jim van Fessem        | 7 tháng 8, 1975 (22 tuổi)   |         | Willem II       |
| 17 | TV | Menno Willems         | 10 tháng 3, 1977 (21 tuổi)  |         | Vitesse         |
| 18 | TV | Nordin Wooter         | 24 tháng 8, 1976 (21 tuổi)  |         | Real Zaragoza   |
| 19 | TĐ | Ruud van Nistelrooy   | 1 tháng 7, 1976 (21 tuổi)   |         | Heerenveen      |
| 20 | TV | Mark van Bommel       | 22 tháng 4, 1977 (21 tuổi)  |         | Fortuna Sittard |

## Na Uy
Huấn luyện viên: Nils Johan Semb 
| Số | Vt | Cầu thủ                | Ngày sinh (tuổi)            | Số trận | Câu lạc bộ        |
| -- | -- | ---------------------- | --------------------------- | ------- | ----------------- |
| 1  | TM | Espen Baardsen         | 7 tháng 12, 1977 (20 tuổi)  |         | Tottenham Hotspur |
| 2  | HV | Odd Arne Espevoll      | 5 tháng 6, 1976 (21 tuổi)   |         | Viking            |
| 3  | TV | Trond Andersen         | 6 tháng 1, 1975 (23 tuổi)   |         | Molde             |
| 4  | HV | Knut Henry Haraldsen   | 14 tháng 12, 1976 (21 tuổi) |         | Vålerenga         |
| 5  | HV | Vegard Heggem          | 13 tháng 7, 1975 (22 tuổi)  |         | Rosenborg         |
| 6  | HV | Jon Inge Høiland       | 20 tháng 9, 1977 (20 tuổi)  |         | Kongsvinger       |
| 7  | HV | Frode Kippe            | 17 tháng 1, 1978 (20 tuổi)  |         | Lillestrøm        |
| 8  | TV | Eirik Bakke            | 13 tháng 9, 1977 (20 tuổi)  |         | Sogndal           |
| 9  | TV | Karl Oskar Fjørtoft    | 26 tháng 7, 1975 (22 tuổi)  |         | Molde             |
| 10 | TĐ | Thorstein Helstad      | 28 tháng 4, 1977 (21 tuổi)  |         | Brann             |
| 11 | TĐ | Steffen Iversen        | 10 tháng 11, 1976 (21 tuổi) |         | Tottenham Hotspur |
| 12 | TM | Terje Skjeldestad      | 18 tháng 1, 1978 (20 tuổi)  |         | Sogndal           |
| 13 | TV | Rune Hagen             | 20 tháng 7, 1975 (22 tuổi)  |         | Strømsgodset      |
| 14 | HV | Hai Ngoc Tran          | 10 tháng 1, 1975 (23 tuổi)  |         | Vålerenga         |
| 15 | TĐ | Andreas Lund           | 7 tháng 5, 1975 (23 tuổi)   |         | Start             |
| 16 | HV | Steinar Pedersen       | 6 tháng 6, 1975 (22 tuổi)   |         | BoNga Dortmund    |
| 17 | HV | Tommy Stenersen        | 23 tháng 11, 1976 (21 tuổi) |         | Stabæk            |
| 18 | TV | Daniel Berg Hestad (c) | 30 tháng 7, 1975 (22 tuổi)  |         | Molde             |
| 19 | TV | Bjarte Lunde Aarsheim  | 14 tháng 1, 1975 (23 tuổi)  |         | Viking            |
| 20 | TĐ | Erik Nevland           | 10 tháng 11, 1977 (20 tuổi) |         | Viking            |

## România
Huấn luyện viên: Victor Pițurcă 
| Số | Vt | Cầu thủ              | Ngày sinh (tuổi)            | Số trận | Câu lạc bộ            |
| -- | -- | -------------------- | --------------------------- | ------- | --------------------- |
| 1  | TM | Bogdan Lobonț        | 18 tháng 1, 1978 (20 tuổi)  |         | Rapid București       |
| 2  | HV | Cosmin Contra        | 15 tháng 12, 1975 (22 tuổi) |         | Dinamo București      |
| 3  | HV | Iulian Miu           | 21 tháng 1, 1976 (22 tuổi)  |         | Steaua București      |
| 4  | HV | Adrian Iencsi        | 15 tháng 3, 1975 (23 tuổi)  |         | Rapid București       |
| 5  | HV | Erik Lincar          | 16 tháng 10, 1978 (19 tuổi) |         | Steaua București      |
| 6  | TV | Mihai Tararache      | 25 tháng 10, 1977 (20 tuổi) |         | Dinamo București      |
| 7  | TV | Florentin Petre      | 15 tháng 1, 1976 (22 tuổi)  |         | Dinamo București      |
| 8  | TV | Cătălin Hîldan       | 3 tháng 2, 1976 (22 tuổi)   |         | Dinamo București      |
| 9  | TĐ | Ionel Dănciulescu    | 6 tháng 12, 1976 (21 tuổi)  |         | Steaua București      |
| 10 | TV | Ionuț Luțu (c)       | 3 tháng 8, 1975 (22 tuổi)   |         | Universitatea Craiova |
| 11 | HV | Cornel Frăsineanu    | 20 tháng 8, 1976 (21 tuổi)  |         | Universitatea Craiova |
| 12 | TM | Tiberiu Lung         | 24 tháng 12, 1978 (19 tuổi) |         | Universitatea Craiova |
| 13 | TV | Eugen Trică          | 5 tháng 8, 1976 (21 tuổi)   |         | Universitatea Craiova |
| 14 | TV | Cătălin Liță         | 23 tháng 3, 1975 (23 tuổi)  |         | Național București    |
| 15 | TV | Cătălin Munteanu     | 26 tháng 1, 1979 (19 tuổi)  |         | Steaua București      |
| 16 | TV | Laurențiu Reghecampf | 19 tháng 9, 1975 (22 tuổi)  |         | Steaua București      |
| 17 | TV | Robert Vancea        | 28 tháng 9, 1976 (21 tuổi)  |         | Universitatea Craiova |
| 18 | TĐ | Adrian Mihalcea      | 24 tháng 5, 1976 (21 tuổi)  |         | Dinamo București      |
| 19 | HV | Marius Iordache      | 8 tháng 10, 1978 (19 tuổi)  |         | Universitatea Craiova |
| 20 | TĐ | Cristian Ciocoiu     | 23 tháng 11, 1975 (22 tuổi) |         | Steaua București      |

## Nga
Huấn luyện viên: Mikhail Gershkovich 
| Số | Vt | Cầu thủ              | Ngày sinh (tuổi)            | Số trận | Câu lạc bộ              |
| -- | -- | -------------------- | --------------------------- | ------- | ----------------------- |
| 1  | TM | Mikhail Kharin       | 17 tháng 6, 1976 (21 tuổi)  |         | Torpedo Moscow          |
| 2  | HV | Andrei Solomatin (c) | 9 tháng 9, 1975 (22 tuổi)   |         | Lokomotiv Moscow        |
| 3  | HV | Dmitri Davydov       | 22 tháng 1, 1975 (23 tuổi)  |         | Zenit Saint Petersburg  |
| 4  | TV | Andrei Krivov        | 24 tháng 9, 1976 (21 tuổi)  |         | Rotor Volgograd         |
| 5  | HV | Oleg Kornaukhov      | 14 tháng 1, 1975 (23 tuổi)  |         | CSKA Moscow             |
| 6  | HV | Vadim Evseev         | 8 tháng 1, 1976 (22 tuổi)   |         | Spartak Moskva          |
| 7  | HV | Sergei Temryukov     | 1 tháng 8, 1978 (19 tuổi)   |         | PSV                     |
| 8  | TĐ | Erik Korchagin       | 16 tháng 1, 1979 (19 tuổi)  |         | Saint-Étienne           |
| 9  | TĐ | Dmitri Shoukov       | 26 tháng 9, 1975 (22 tuổi)  |         | Vitesse                 |
| 10 | TV | Vladimir But         | 7 tháng 9, 1977 (20 tuổi)   |         | BoNga Dortmund          |
| 11 | TV | Denis Laktionov      | 4 tháng 9, 1977 (20 tuổi)   |         | Suwon Samsung Bluewings |
| 12 | TM | Sergey Armishev      | 29 tháng 4, 1976 (22 tuổi)  |         | Uralan Elista           |
| 13 | TV | Mikhail Osinov       | 8 tháng 10, 1975 (22 tuổi)  |         | Maccabi Tel Aviv        |
| 15 | TĐ | Maksim Buznikin      | 1 tháng 3, 1977 (21 tuổi)   |         | Spartak Moskva          |
| 14 | HV | Yevgeni Korablyov    | 29 tháng 10, 1978 (19 tuổi) |         | FC Dynamo Moscow        |
| 16 | TV | Aleksandr Berketov   | 24 tháng 12, 1975 (22 tuổi) |         | Rotor Volgograd         |
| 17 | TV | Aleksei Bakharev     | 12 tháng 10, 1976 (21 tuổi) |         | Rotor Volgograd         |
| 18 | TV | Yegor Titov          | 29 tháng 5, 1976 (21 tuổi)  |         | Spartak Moskva          |

## Tây Ban Nha
Huấn luyện viên: Iñaki Sáez 
| Số | Vt | Cầu thủ             | Ngày sinh (tuổi)            | Số trận | Câu lạc bộ       |
| -- | -- | ------------------- | --------------------------- | ------- | ---------------- |
| 1  | TM | Phápsc Arnau        | 23 tháng 5, 1975 (23 tuổi)  |         | Barcelona        |
| 2  | TV | Felipe Guréndez     | 18 tháng 11, 1975 (22 tuổi) |         | Osasuna          |
| 3  | HV | Sergio Ballesteros  | 4 tháng 9, 1975 (22 tuổi)   |         | Tenerife         |
| 4  | HV | Aitor López Rekarte | 18 tháng 8, 1975 (22 tuổi)  |         | Real Sociedad    |
| 5  | HV | José García Calvo   | 1 tháng 4, 1975 (23 tuổi)   |         | Real Valladolid  |
| 6  | HV | Míchel Salgado      | 22 tháng 10, 1975 (22 tuổi) |         | Celta Vigo       |
| 7  | TV | Marcos Vales (c)    | 5 tháng 4, 1975 (23 tuổi)   |         | Real Zaragoza    |
| 8  | TV | Ito                 | 21 tháng 1, 1975 (23 tuổi)  |         | Celta Vigo       |
| 9  | TV | Benjamín Zarandona  | 2 tháng 3, 1976 (22 tuổi)   |         | Real Valladolid  |
| 10 | TV | Josico              | 6 tháng 1, 1975 (23 tuổi)   |         | Albacete         |
| 11 | TĐ | Miguel Ángel Angulo | 23 tháng 6, 1977 (20 tuổi)  |         | Valencia         |
| 12 | HV | Luis Cuartero       | 17 tháng 8, 1975 (22 tuổi)  |         | Real Zaragoza    |
| 13 | TM | Esteban             | 27 tháng 6, 1975 (22 tuổi)  |         | Oviedo           |
| 14 | TV | Guti                | 31 tháng 10, 1976 (21 tuổi) |         | Real Madrid      |
| 15 | TĐ | Iván Pérez          | 29 tháng 1, 1976 (22 tuổi)  |         | Betis            |
| 16 | TV | Roger               | 15 tháng 12, 1976 (21 tuổi) |         | Barcelona        |
| 17 | TV | Víctor Sánchez      | 23 tháng 2, 1976 (22 tuổi)  |         | Real Madrid      |
| 18 | HV | José Félix Guerrero | 23 tháng 8, 1975 (22 tuổi)  |         | Racing Santander |
| 19 | TĐ | Salva Ballesta      | 22 tháng 5, 1975 (23 tuổi)  |         | Sevilla          |
| 20 | TV | Juan Carlos Valerón | 17 tháng 6, 1975 (22 tuổi)  |         | Mallorca         |

## Thụy Điển
Huấn luyện viên: Lars-Olof Mattsson 
| Số | Vt | Cầu thủ              | Ngày sinh (tuổi)            | Số trận | Câu lạc bộ            |
| -- | -- | -------------------- | --------------------------- | ------- | --------------------- |
| 1  | TM | Eddie Gustafsson     | 31 tháng 1, 1977 (21 tuổi)  |         | IFK Norrköping        |
| 2  | HV | Alexander Östlund    | 2 tháng 11, 1978 (19 tuổi)  |         | AIK                   |
| 3  | HV | Erik Edman           | 11 tháng 11, 1978 (19 tuổi) |         | Helsingborgs IF       |
| 4  | TV | Anders Svensson      | 17 tháng 7, 1976 (21 tuổi)  |         | Elfsborg              |
| 5  | HV | Klebér Saarenpää     | 14 tháng 12, 1975 (22 tuổi) |         | IFK Norrköping        |
| 6  | TV | Daniel Andersson (c) | 28 tháng 8, 1977 (20 tuổi)  |         | Malmö FF              |
| 7  | HV | Olof Mellberg        | 3 tháng 9, 1977 (20 tuổi)   |         | AIK                   |
| 8  | TĐ | Yksel Osmanovski     | 24 tháng 2, 1977 (21 tuổi)  |         | Malmö FF              |
| 9  | TĐ | Ola Andersson        | 28 tháng 3, 1975 (23 tuổi)  |         | Västra Frölunda IF    |
| 10 | TV | Erik Johansson       | 18 tháng 5, 1976 (22 tuổi)  |         | Örgryte IS            |
| 11 | TĐ | Stefan Bärlin        | 31 tháng 5, 1976 (21 tuổi)  |         | IFK Göteborg          |
| 12 | TM | Rami Shaaban         | 30 tháng 6, 1975 (22 tuổi)  |         | Nacka FF              |
| 13 | HV | Karl Corneliusson    | 17 tháng 11, 1976 (21 tuổi) |         | Örgryte IS            |
| 14 | HV | Tommy Jönsson        | 4 tháng 3, 1976 (22 tuổi)   |         | Malmö FF              |
| 15 | TĐ | Jörgen Pettersson    | 29 tháng 9, 1975 (22 tuổi)  |         | BoNga Mönchengladbach |
| 16 | TV | Joakim Persson       | 3 tháng 4, 1975 (23 tuổi)   |         | IFK Göteborg          |
| 17 | TV | Martin Åslund        | 10 tháng 11, 1976 (21 tuổi) |         | IFK Norrköping        |
| 18 | TV | Fredrik Ljungberg    | 16 tháng 4, 1977 (21 tuổi)  |         | Halmstads BK          |
| 19 | HV | Daniel Majstorović   | 5 tháng 4, 1977 (21 tuổi)   |         | SC Fortuna Köln       |